# Nationella aktionspartiet (Turkiet)

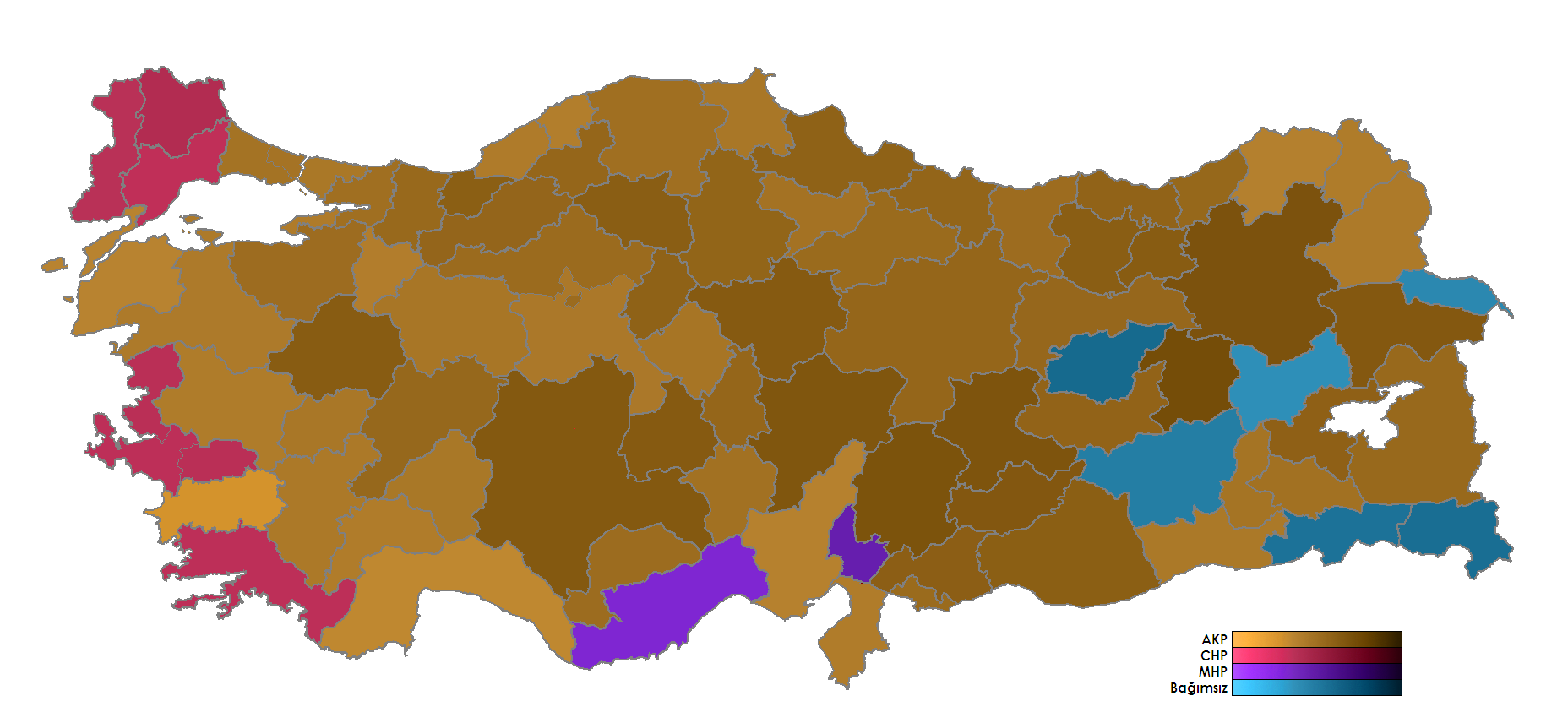
Karta över valresutatet 2007, som visar det dominerande partiet i de olika valkretsarna. Lila valkretsar dominerades av MHP

Nationella aktionspartiet, förkortat MHP (turkiska: Milliyetçi Hareket Partisi), är ett turkiskt högerextremt politiskt parti grundat år 1969. Partiet räknas som ultranationalistiskt med fascistiska förtecken. MHP har sin starkaste bas i sydöstra Turkiet, bland annat i Adana där partiet grundades. Sedan partiet grundades har det bara haft två partiledare, grundaren Alparslan Türkeş (1969–1997) och Devlet Bahçeli (1997–).
MHP:s ungdomsorganisation heter Grå vargarna (turkiska: Bozkurtlar).

## Historia
Överste Alparslan Türkeş, som tidigare varit talesman för juntan som tog makten i 1960 års militärkupp, blev år 1965 partiledare för Republikanska nationella jordbrukarpartiet som år 1969 blev Nationalistiska aktionspartiet, ibland översatt till Nationalistiska rörelsens parti. Under 1970-talet deltog paramilitära grupper knutna till partiet i flera lönnmord på vänsteraktivister och intellektuella. Efter militärkuppen år 1980 förbjöds samtliga existerande politiska partier, inklusive MHP, men det dök snart upp under nytt namn. År 1983 återskapades det som Konservativa partiet och år 1985 som Nationalistiska arbetarpartiet för att slutligen år 1992 återgå till sitt ursprungliga namn.
Partiet gjorde sitt bästa val 1999 med över 18 procent av rösterna och hamnade i regeringen, men i nästa val 2002 som föregicks av en ekonomisk kollaps fick parti bara 8,2 procent (klart under landets småpartispärr på 10 procent). I parlamentsvalet 2007 fick partiet 14,3 procent av rösterna och återkom till parlamentet, men i valet 2014 fick partiet endast 3,6 procent av rösterna.

## Politisk plattform
Partiet är starka anhängare av Atatürks principer och betonar vikten av den turkiska identiteten, men partiet är inte lika starkt förknippat med det sekulära arvet från den turkiska republiken som det socialdemokratiska partiet CHP som är Atatürks gamla parti. Partiet betonar också en tätare relation och samarbete med andra turkiska stater i Centralasien. Partiet har fått kritik för deras våldsamma anhängare som attackerat vänsterradikaler, något som Bahçeli har försökt åtgärdat. Under Bahçelis har partiet också tagit ett steg mot mitten, till ett mer moderat parti byggt kring tanken att försvara Turkiet som en enhetsstat och motsätta sig alla försök till federalism. Partiet ser Atatürks republik och den enhetliga turkiska identiteten som en ersättning för de interna etniska stridigheterna och motsättningar under det osmanska rikets sönderfall, och att kompromissa på den punkten blir ett angrepp på republiken och en försvagning av landet.
Partiet är skeptiskt till Turkiets försök att komma med i EU. Partiet stödjer ett militärt ingripande mot PKK-soldater i norra Irak och i östra Turkiet. Vill också återinföra dödsstraffet samt avrätta den livstidsdömde PKK-ledaren Abdullah Öcalan.